# Гарди (коммуна)
Гарди́ (фр. Gardie) — коммуна во Франции, находится в регионе Лангедок — Руссильон. Департамент коммуны — Од. Входит в состав кантона Сент-Илер. Округ коммуны — Лиму.
Код INSEE коммуны — 11161.

## Население
Население коммуны на 2008 год составляло 104 человека.
| 1962 | 1968 | 1975 | 1982 | 1990 | 1999 | 2008 |
| ---- | ---- | ---- | ---- | ---- | ---- | ---- |
| 130  | 160  | 132  | 112  | 95   | 101  | 104  |

## Экономика
В 2007 году среди 62 человек в трудоспособном возрасте (15—64 лет) 47 были экономически активными, 15 — неактивными (показатель активности — 75,8 %, в 1999 году было 61,8 %). Из 47 активных работали 41 человек (21 мужчина и 20 женщин), безработных было 6 (2 мужчин и 4 женщины). Среди 15 неактивных 5 человек были учениками или студентами, 6 — пенсионерами, 4 были неактивными по другим причинам.